# 希馬拉
希馬拉，是阿爾巴尼亞南部夫羅勒州的一个市镇。下分为3个行政分区，行政中心为希马拉镇。市镇面積为572.22平方公里，2011年人口数量为7,818人，而作为行政分区的希马拉的人口数量则为2,822人。